# Prades-le-Lez
Prades-le-Lez – miejscowość i gmina we Francji, w regionie Oksytania, w departamencie Hérault.
Według danych na rok 1990 gminę zamieszkiwały 3604 osoby, a gęstość zaludnienia wynosiła 406 osób/km² (wśród 1545 gmin Langwedocji-Roussillon Prades-le-Lez plasuje się na 96. miejscu pod względem liczby ludności, natomiast pod względem powierzchni na miejscu 810.).